# Blattella ednae
Blattella ednae är en kackerlacksart som beskrevs av Roth, L. M. 1985. Blattella ednae ingår i släktet Blattella och familjen småkackerlackor.
Artens utbredningsområde är Vietnam. Inga underarter finns listade.